# Margaret Atwood
Margaret Atwood (Ottawa, Canadà, 18 de novembre de 1939) és una poeta, novel·lista, crítica literària, professora universitària i activista política canadenca. Des de 1961, ha publicat divuit llibres de poesia, divuit novel·les, onze llibres de no-ficció, nou col·leccions de relats breus de ficció, vuit llibres infantils, dues novel·les gràfiques, i unes quantes altres publicacions tant de poesia com de ficció. Atwood ha guanyat diversos premis per la qualitat de les seves obres literàries, inclosos dos Premis Booker, el Premi Arthur C. Clarke, el Premi del Governador General, el Premi Franz Kafka, el Premi Princesa d'Astúries, el Premi Ivan Sandrof Lifetime Achievement i el Premi Lifetime Achievement, del PEN Center USA. Algunes de les seves obres han estat adaptades al cinema o a la televisió.
Les obres d'Atwood engloben una varietat de temes com el gènere i la identitat, la religió i els mites, el poder del llenguatge, el canvi climàtic, i les "polítiques del poder". Molts dels seus poemes estan inspirats en mites i en contes de fades, que l'han interessat des que era molt petita.

Atwood és una de les fundadores del Premi Griffin de Poesia i del Writers' Trust of Canada. També és membre sènior del Massey College de Toronto. És la inventora del dispositiu LongPen i de les tecnologies associades que faciliten l'escriptura de documents robòtica remota.

## Biografia

### Infància i educació
Nascuda el 18 de novembre de 1939 a Ottawa, Ontario, Margaret Atwood és filla de Carl Edmund Atwood, zoòleg, i de Margaret Dorothy Killiam, nutricionista. A causa de la investigació que portava a terme el seu pare sobre entomologia forestal, Margaret Atwood va passar la major part de la seva infància entre els boscos del nord del Quebec, Sault Ste. Marie, Ottawa i Toronto, marc forestal que serveix de fons a la novel·la Surfacing, publicat el 1972.
Comença a escriure als setze anys i després decideix que serà escriptora. El 1957, va començar els estudis al Victoria College de la Universitat de Toronto. En particular, va estudiar amb el poeta Jay Macpherson i el crític literari Northrop Frye. Es va graduar amb una llicenciatura en lletres angleses (amb menció en Filosofia i francès) el 1961.
El 1961 va iniciar la tardor els estudis de postgrau a Radcliffe College, que aleshores era un institució femenina associada a la Universitat Harvard. Va obtenir un màster en aquesta universitat, i inicià l'activitat docent a la Universitat de la Colúmbia Britànica el 1965. Posteriorment, fou professora de filologia anglesa a la Universitat Sir George Williams de Mont-real (1967-1968), Universitat d'Alberta (1969-1979), Universitat de York de Toronto (1971-1972) i la Universitat de Nova York.
Fou vicepresidenta del Sindicat d'Escriptors del Canadà des del 1980 i va col·laborar a la fundació del centre canadenc de parla anglesa del PEN Club International, una associació d'escriptors per a fomentar el contacte i la cooperació entre autors de tot el món que s'encarrega de promoure la llibertat d'expressió i d'alliberar els escriptors que són presoners polítics, i va presidir aquesta entitat de 1984 a 1986. Fou escollida membre sènior del Massey College de la Universitat de Toronto, i actualment té més de quinze títols honoris causa i està inclosa en el passeig de la Fama del Canadà des del 2001. És també membre de la Royal Society del Canadà i de l'Orde del Canadà i des de 1988 és membre honorària de l'Acadèmia Americana de les Arts i les Ciències.

### Vida privada
El 1968, Atwood es va casar amb Jim Polk, però es va divorciar uns anys més tard, el 1973. Després es va casar amb el novel·lista Graeme Gibson. Va donar a llum a la seva filla Eleanor Jess Atwood Gibson el 1976.
Gibson va morir el 18 de setembre de 2019. Atwood va escriure un assaig el 2020 sobre el dol a The Guardian en memòria seva.

## Activitat literària
Interessada per la lectura des de ben joveneta, va iniciar-se en l'escriptura als setze anys. A la tardor del 1961, va guanyar la Medalla I. J. Pratt pel seu llibre de poemes Double Persephone.
Atwood ha escrit novel·les de diferents gèneres i també llibres de poemes; també va escriure guions per a la televisió com The Servant Girl (1974) i Days of the Rebels: 1815-1840 (1977). Normalment, es descriu com una escriptora feminista, ja que el tema del gènere està present en algunes de les seves obres de manera destacada, centrant-se així mateix en la identitat nacional canadenca, les relacions d'aquest estat amb els Estats Units d'Amèrica i Europa, els drets humans, assumptes mediambientals, els mites socials sobre la feminitat, la representació del cos de la dona en l'art, l'explotació social i econòmica d'aquesta, així com les relacions de dones entre si i amb els homes.
El 1966, va obtenir el Gobernor General's Award per l'obra The Circle Game, amb la qual es va guanyar una gran reputació com a poeta. El 1969, va publicar The Edible Woman, en què es va fer eco de la marginació social de la dona. En Procedures for Underground (1970) i The Journals of Susana Moodie (1970), els seus següents llibres de poesia, els personatges tenen dificultats per a acceptar l'irracional. Aquesta última potser és la seva obra poètica més coneguda; en aquesta, Atwood escriu des del punt de vista de Susana Moodie, una pionera de la colonització de la frontera canadenca de segle xix. Amb l'obra Power Politics (1971), usa les paraules com a refugi per a les dones febles que s'enfronten a la força masculina.
Com a crítica literària, és molt coneguda per la seva obra Survival: A Thematic Guide to Canadian Literature (1972), que va ser definida com el llibre més sorprenent escrit sobre literatura canadenca i que va aconseguir augmentar l'interès en la literatura d'aquest estat. Aquest mateix any, va publicar Surfacing, una novel·la en què es formula, en termes polítics, el conflicte entre natura i tecnologia. Amb un gran èxit i avalada per la crítica, va escriure You Are Happy (1974) i la seva tercera novel·la, Lady Oracle (1976), una paròdia dels contes de fades i les novel·les d'amor que va guanyar el 1977 el Toronto Book Award i el Canadian Booksellers Award. La seva col·lecció de relats curts d'aquest mateix any, Dancing Girls, va ser també premiada amb aquests dos guardons i el Periodical Distributors of Canada Short Fiction Award. El 1978, va publicar dos llibres, Two-Headed Poems, que continua explorant la duplicitat del llenguatge, i Up in the Tree (Dalt de l'arbre, edicions Cruïlla), un llibre infantil. La seva novel·la següent, Life Before Man (1979), és més tradicional que els seus llibres de ficció anteriors i se centra en una sèrie de triangles amorosos.
Atwood sempre ha estat interessada en els drets humans i és membre activa d'Amnistia Internacional; això es reflecteix en el seu llibre de poesia True Stories (1981) i la novel·la Bodily Harm (1981). Va publicar Second Words (1982), mostra d'una de les primeres obres feministes escrites al Canadà i, aquest mateix any, va dirigir la revisió de l'Oxford Book of Canadian Poetry, cosa que la va col·locar al capdavant dels poetes canadencs de la seva generació. La seva col·lecció d'històries curtes, Bluebeard's Egg (1983), va obtenir el Periodical Distributors of Canada i el Foundation for the Advancement of Canadian Letters Book of the Year Award.
Després d'això, va continuar alternant prosa i poesia, però la novel·la que majors èxits va recollir fou The Handmaid's Tale (1985), guardonada amb el Governor's General's Award, el Los Angeles Times Prize, l'Arthur C. Clarke Award for Science Fiction i el Commonwealth Literary Prize, i va ser nominada al Booker Prize del Regne Unit i al Ritz-Paris-Hemingway Prize (París). És una utopia negativa ambientada en una societat de dretes monoteista situada en un abocador nuclear, l'antic Boston. Aquesta novel·la es va adaptar al cinema i també se'n realitzà una òpera i darrerament una reeixida sèrie de TV a HBO, guardonada amb nombrosos Emmys.
Atwood ha continuat escrivint fins a l'actualitat amb un gran èxit de crítica i de lectors. Avui en dia, segueix lluitant per la defensa dels drets humans, la llibertat d'expressió i altres causes. També va ajudar a llançar la carrera de la poeta Carolyn Forche quan els editors nord-americans van rebutjar la seva poesia sobre la guerra civil del Salvador.
Ha rebut el Premi Booker els anys 2000 per The Blind Assassin i el 2019 per The Testaments.
El juny del 2008, fou guardonada amb el Premi Príncep d'Astúries de les Lletres per la "seva visió compromesa i crítica del món i la societat contemporània, mentre revela una extraordinària sensibilitat en la seva abundant producció poètica, gènere que conrea amb mestratge". El 2009, edicions Bromera va publicar en català L'any del diluvi, l'obra més brillant i enginyosa de Margaret Atwood i que posa de manifest el seu compromís amb l'entorn, car fa una reflexió al voltant d'una hipotètica societat futura devastada per la impunitat de l'acció humana.

## Activisme
L'any 2018, va firmar un manifest del Centre Americà del PEN en defensa del director ucraïnès Oleg Sentsov, pres polític a Rússia.
Al juliol de 2020, Atwood va ser una dels 153 signants de la carta "Harper's Letter" (també coneguda com "A Letter on Justice and Open Debate", Una Carta sobre la Justícia i el Debat Lliure) que mostrava preocupació que "el lliure intercanvi d'informació i d'idees, l'ànima d'una societat liberal, és cada dia més limitat."
El 24 de febrer de 2022, Atwood va cobrir breument la guerra a Ucraïna durant la invasió russa, i va publicar un enllaç del fons d'ajuda estatal a Twitter. Segueix publicant informació sobre la guerra d'Ucraïna en aquesta xarxa social.

## Obra publicada

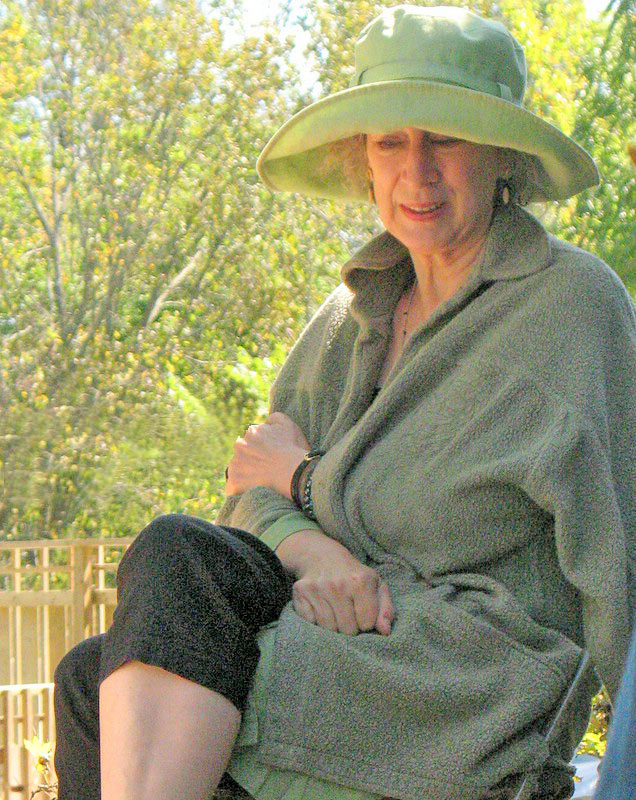
Atwood assistint a una lectura del Festival d'Escriptors Eden Mills, el setembre de 2006.

### Novel·les
- 1969: The Edible Woman
- 1972: Surfacing
- 1976: Lady Oracle
- 1979: Life Before Man
- 1981: Bodily Harm
- 1985: The Handmaid's Tale, publicada en català com El conte de la serventa amb traducció de Xavier Pàmies.[30]
- 1988: Cat's Eye
- 1993: The Robber Bride
- 1996: Alias Grace, publicada en català com Àlies Grace amb traducció de Xavier Pàmies.[31]
- 2000: The Blind Assassin, publicada en català com L'assassí cec el 2001 i en nova traducció de Xavier Pàmies el 2022.[32]
- 2003: Oryx and Crake
- 2005: The Penelopiad
- 2010: The Year of the Flood, publicada en català com L'any del diluvi, amb traducció de Marta Pera Cucurell.[33]
- 2015: The Heart Goes Last
- 2019: The Testaments, publicada en català com Els testaments, amb traducció d'Ernest Riera.[34]

### Contes curts
- 1977: Dancing Girls
- 1983: Murder in the Dark
- 1983: Bluebeard's Egg
- 1986: Through the One-Way Mirror
- 1991: Wilderness Tips
- 1992: Good Bones
- 1994: Good Bones and Simple Murders
- 2006: The Tent
- 2006: Moral Disorder

### Poesia
- 1961: Double Persephone
- 1964: The Circle Game
- 1965: Expeditions
- 1966: Speeches for Doctor Frankenstein
- 1968: The Animals in That Country
- 1970: The Journals of Susanna Moodie
- 1970: Procedures for Underground
- 1971: Power Politics. Política de poder. Traducció de Núria Busquet i Molist; Pròleg de Caterina Riba; Lleonard Muntaner (2019)[35]
- 1974: You Are Happy
- 1976: Selected Poems
- 1978: Two-Headed Poems
- 1981: True Stories
- 1983: Love songs of a Terminator
- 1984: Interlunar
- 1996: Morning in the Burned House
- 1998: Eating Fire: Selected Poems, 1965-1995
- 2007: The Door

## Bases de dades especialitzades
- Third Edition of the Encyclopedia of Science Fiction - BB.DD. de CF en anglès.
- Internet Speculative Fiction Database - BB.DD. de CF en anglès.
- Science Fiction Awards Database - BB.DD. de CF en anglès.
- Terminus Trantor - BB.DD. de CF en castellà
- Worlds Without End - Escriptores de CF en anglès.
- Catàleg Arxivat 2009-04-02 a Wayback Machine. de la Biblioteca Nacional de Catalunya